# Aleksandr Bogdanow
Aleksandr Bogdanow (ros. Александр Александрович Богданов, właściwie Aleksandr Malinowski, ros. Александр Малиновский; ur. 10 sierpnia?/22 sierpnia 1873 w Sokółce, zm. 7 kwietnia 1928 w Moskwie) – rosyjski lekarz, filozof, ekonomista, pisarz science fiction, socjalista i rewolucjonista. Zajmował się m.in. teorią systemów, odwracaniem procesu starzenia człowieka i transfuzjami krwi. 

## Życiorys
Urodził się jako drugie z sześciorga dzieci wiejskiego nauczyciela A. A. Malinowskiego, pracującego w Sokółce w guberni grodzieńskiej. Rodzina ojca pochodziła z Wołogdy w północnej Rosji. W 1892 roku Bogdanow ukończył gimnazjum w Tule uzyskując złoty medal i rozpoczął studia fizyczno-matematyczne na Uniwersytecie Moskiewskim oraz studia lekarskie na Uniwersytecie Charkowskim, gdzie związał się z Socjaldemokratyczną Partią Robotniczą Rosji. Został aresztowany, osądzony za działalność rewolucyjną i zesłany do Kaługi. Po trzech latach pobytu w Kałudze zesłano go do Wołogdy, gdzie odbywał praktyki lekarskie w miejscowym szpitalu psychiatrycznym. 
W 1904 roku nie ukończywszy jeszcze odbywania kary zesłania, opuścił nielegalnie Rosję i wyjechał do Szwajcarii oraz Paryża, gdzie włączył się w działalność bolszewików przebywających na emigracji. W trakcie działalności popadł w konflikt z Włodzimierzem Leninem. Bogdanow wierzył, że kultura socjalistyczna musi być wypracowana przez proletariat, Lenin stał z kolei na stanowisku awangardy socjalistycznej inteligencji przewodzącej klasie robotniczej. Bogdanow przyjął też tezy Ernsta Macha, które Lenin uważał za sprzeczne z marksizmem. Skonfliktowani działacze w kwietniu 1908 roku na krótko udali się na wspólne wakacje do willi Gorkiego na Capri. Bogdanow związał się tam z grupą literacko-edukacyjną Capri, założoną przez Gorkiego. Po powrocie do Paryża konflikt odżył, a Lenin zachęcał bolszewików do wykluczenia Bogdanowa i jego stronników z ruchu, oskarżając go o odejście od doktryny marksistowskiej. W maju 1908 roku Lenin napisał Materializm i empiriokrytycyzm stanowiący atak na Bogdanowa. Atak Lenina na Bogdanowa rozzłościł coraz większą liczbę bolszewików, w tym jego bliskich zwolenników – Aleksieja Rykowa i Lwa Kamieniewa. 
W 1913 roku wrócił do Rosji dzięki amnestii ogłoszonej z okazji 300-lecia dynastii Romanowych. W okresie I wojny światowej był lekarzem wojskowym armii rosyjskiej. Po przewrocie bolszewickim (rewolucji październikowej) zorganizował Socjalistyczną Akademię Nauki, był też profesorem Uniwersytetu Moskiewskiego. 8 września 1923 został aresztowany przez OGPU pod zarzutem przynależności do opozycyjnej grupy lewicowej Rabochaya Pravda. 13 października, po przesłuchaniach, notach wyjaśniających i godzinnej rozmowie z Feliksem Dzierżyńskim, został zwolniony. Zmarł w wyniku jednej z transfuzji przeprowadzanych w instytucie przetaczania krwi, który założył.

## Twórczość
Był bardzo płodnym pisarzem. Jego Tektologia została doceniona przez Tadeusza Kotarbińskiego ze szkoły lwowsko-warszawskiej jako przyczynek do prakseologii nauki o organizacji pracy. Jest też znany jako twórca empiriomonizmu. W swoich dziełach integrował refleksję filozoficzną Ernsta Macha, Richarda Avenariusa i innych. Zajmował się też tematem nowej kultury socjalistycznej, która miała zastąpić burżuazyjną – był współzałożycielem powołanej do tego celu organizacji Proletkult, którą po kilku latach istnienia rząd rozwiązał, obawiając się, że stanie się konkurencją dla partii bolszewickiej. W 1908 r. wydał utopijną powieść pt. Czerwona gwiazda (oryg. Красная звезда). Przedstawił w niej komunistyczną społeczność Marsjan szykujących się do podboju Ziemi. Od lat 70. jego teorie zaczęły być ponownie doceniane w historii myśli rosyjskiej. Niektóre z jego dzieł zostały przetłumaczone na francuski i niemiecki.

### Utwory
- 1908 – Czerwona gwiazda (oryg. Красная звезда)